# Laufmasche

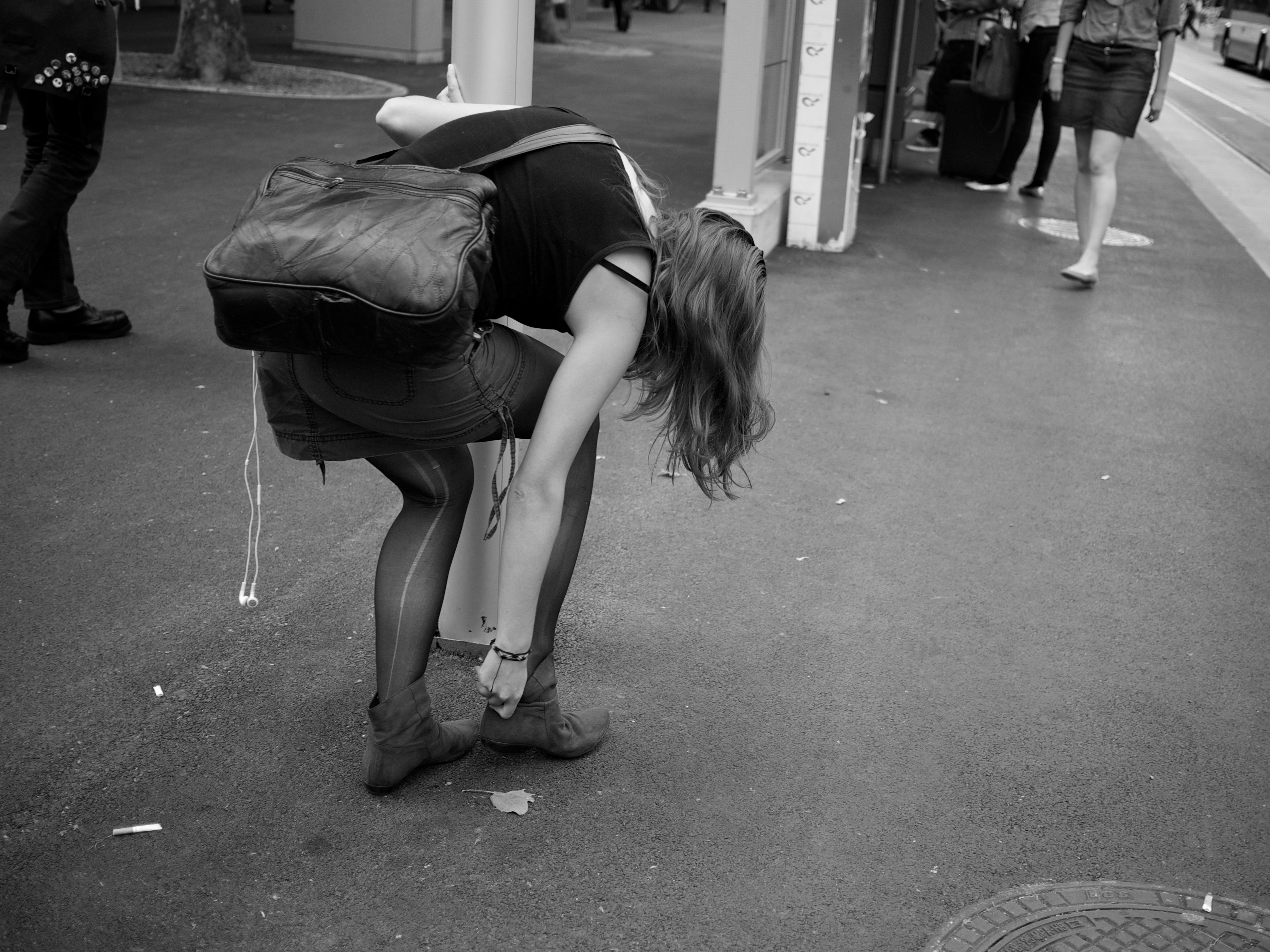
Laufmasche an der Strumpfhose einer Passantin

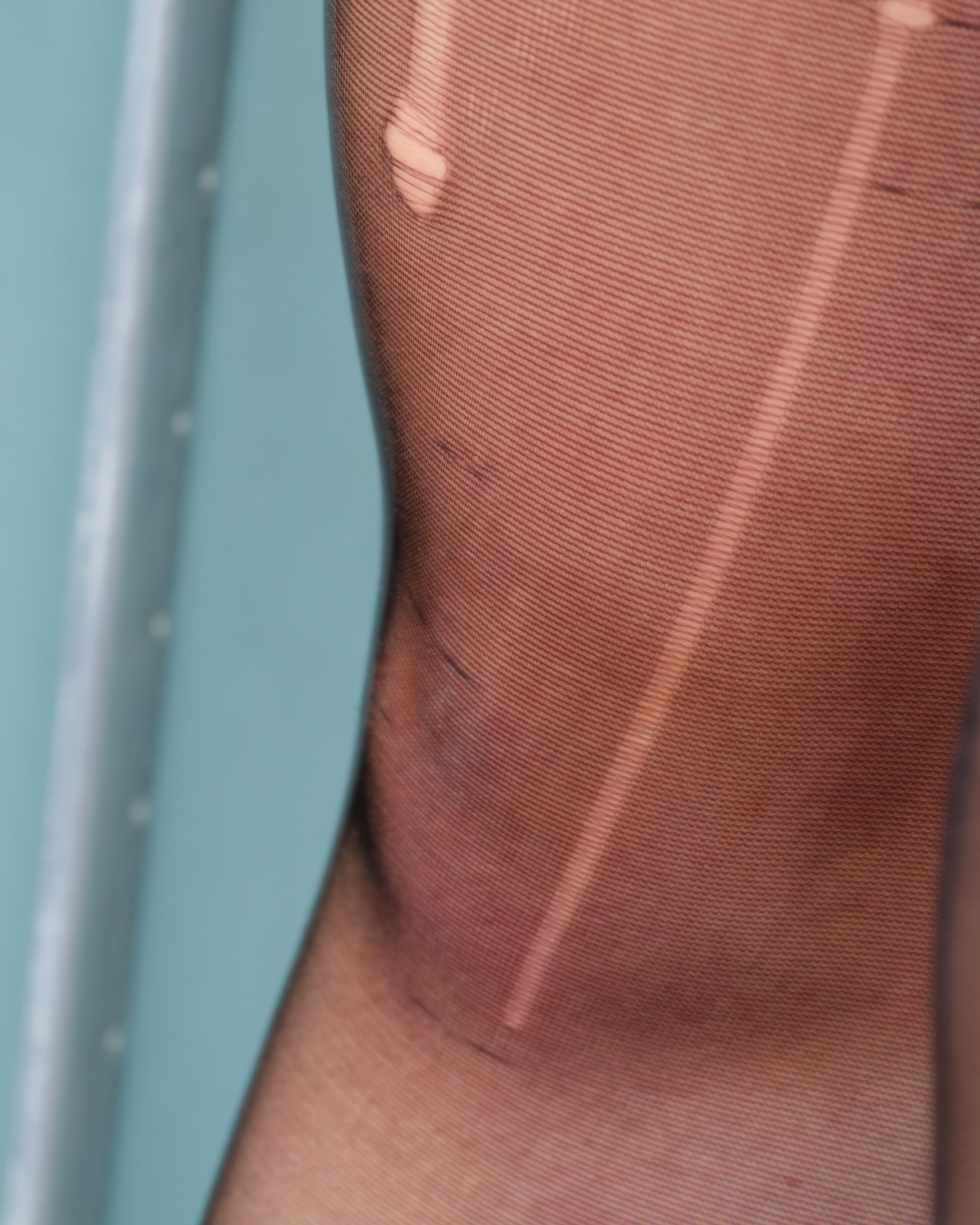
Laufmasche

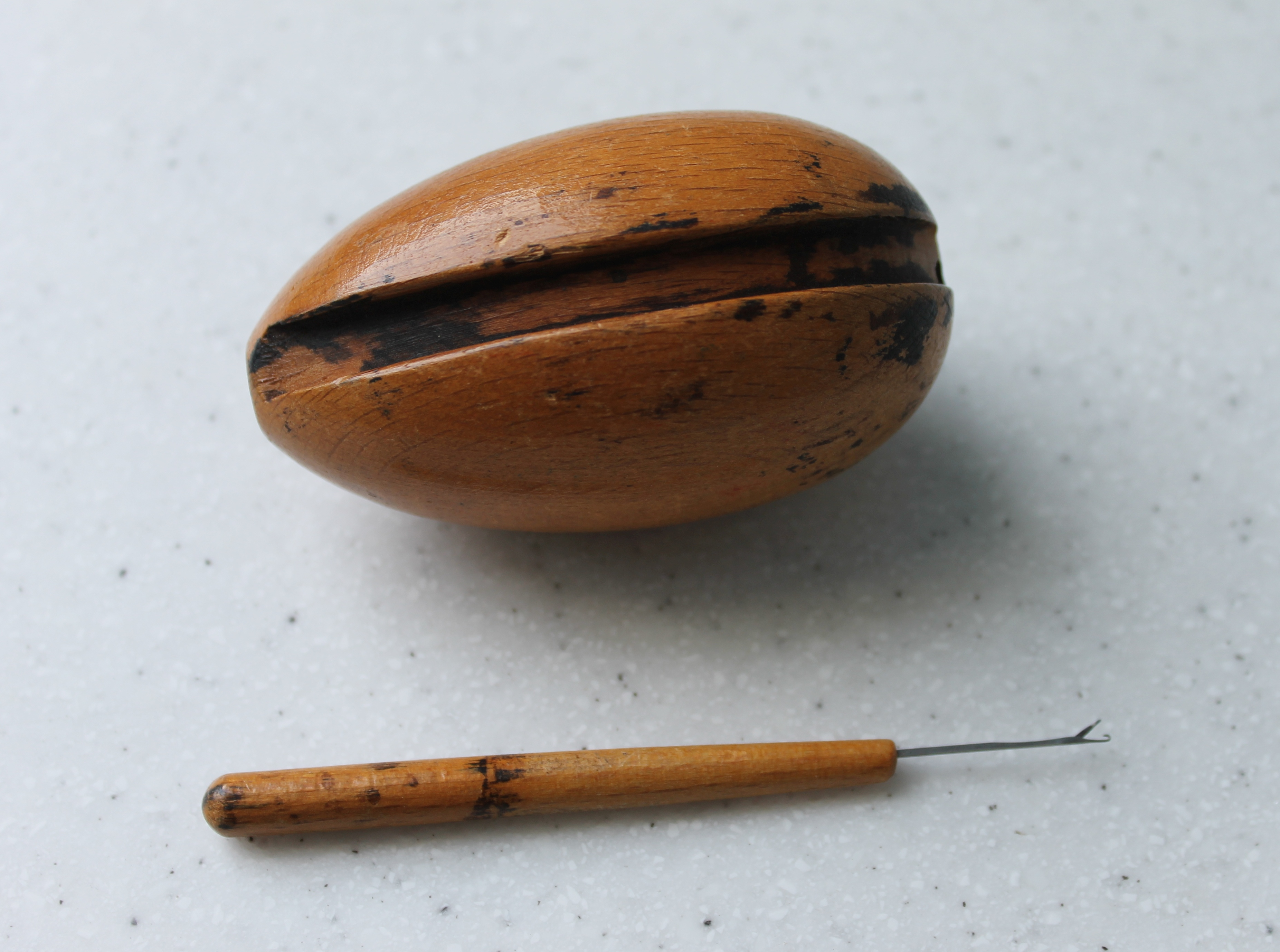
Stopfei mit winziger Zungennadel zum Repassieren von Laufmaschen (1950er Jahre, Imra, Deutschland)

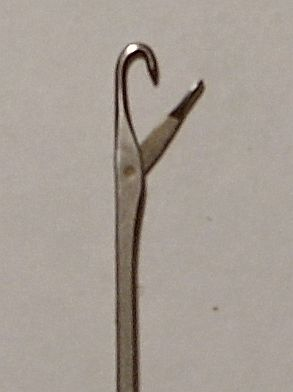
Detail: Zungennadelkopf

Eine Laufmasche ist eine Beschädigung bei Maschenware (Strickware, Gewirke). Durch Bruch mindestens eines Fadens geht der Zusammenhalt an mindestens einer Masche verloren. Dadurch verliert die genau darunterliegende Masche ebenfalls ihren Halt und bietet nun ihrerseits der genau darunterliegenden auch keinen mehr. Unter leichtem Zug setzt sich dieser „Zusammenhangsverlust“ nach unten fort, man spricht von einer Laufmasche. Das Reißen eines Fadens geschieht oft durch „Hängenbleiben an einem spitzen Gegenstand, durch Folgen von Schädlingsbefall (Fraß von Kleidermotten- und Pelzkäferlarven) oder durch mürbe gewordenes Material.“ Laufmaschen treten bei Kulierwirkware auf, im Gegensatz zum Kettengewirk, das laufmaschenfest ist. 
Eine Reparatur oder wenigstens das Verhindern des Fortschreitens der Zerstörung ist durch Wiederbefestigung oder Fixierung der Laufmasche möglich. Das kann bei einem Strickstück mit Hilfe einer Häkelnadel und Vernähen geschehen, bei einem Nylonstrumpf z. B. durch Verkleben mit Nagellack oder Haarspray; unsichtbar wird der Schaden dadurch oft nicht.
Mit dem Aufkommen von Seidenstrümpfen fanden Kunststopferinnen ein zusätzliches Auskommen. Bis in die 1960er Jahre hinein konnte man auch Kunststrümpfe mit Laufmasche zur Reparatur bringen. In der DDR war die Beseitigung von Laufmaschen noch bis zur Wende üblich. Für wenige Pfennige je Laufmasche wurden mit Hilfe einer elektrischen Häkelnadel (mit Verschlusszunge) die Maschen wieder aufgenommen und befestigt, sodass die Laufmasche bis auf die Verankerung nicht mehr sichtbar war. Der Fachausdruck für diese Tätigkeit lautete „Repassieren“, die entsprechenden Betriebe hießen Repassierwerkstätte oder Repassierstube, der Beruf Repassierer. Mit dem Verschwinden der Repassierwerkstätten starb auch der Beruf weitgehend aus. Heute ist das Repassieren Teil der Tätigkeit des Produktprüfers Textil (in Deutschland).